# Najade
Najade (grč. Ναιάδες, Naiádes) u grčkoj mitologiji bile su vodene nimfe koje su gospodarile nad potocima, izvorima, rijekama i fontanama.

## Etimologija
Grčko ime Najada izvedenica je od riječi νάειν = "teći".
Non ih naziva i Hidrijadama ili tekućim damama (Hydriades).

## Kult
Najade su štovane kao božice. Mladi su im posvećivali uvojke svoje kose, životinje su ritualno utapljanje u izvorima, a često su poredizvora prebivale i proročice.
Grci, a poslije njih i Rimljani, štovali su Najade prinoseći im žrtve i gradeći im svetišta, kako u prirodi, tako i u gradovima. Njihov se kult zadržao još i u kršćansko doba. Iz antike je sačuvan velik broj umjetničkih predmeta s njihovim likovima: oslikane vaze, reljefi i mozaici u kupalištima itd. Njihovi su kipovi i danas omiljen ukras fontana, a posebno se ističe Rutelijeva Fontana Najada na rimskome trgu Esedri. Imena Najada mogu se uočiti i na pramcima sredozemnih brodova.

## Mitologija

### Podrijetlo
Najade su bile povezivane sa slatkom vodom, baš kao što su Okeanide povezivane sa slanom vodom, a Nereide sa Sredozemljem. Kad bi se Najadino vodeno tijelo osušilo, ona bi umrla.
U najširem smislu među njih su se ubrajale Okeanide, kćeri Titana Okeana, kojih je bilo tri tisuće, i Nereide, kćeri morskog boga Nereja, kojih je bilo pedeset ili stotinu. U užem smislu Najade su bile nimfe kopnenih voda. Prema mjestu na kojem su prebivale dijelile su se u riječne, jezerske i izvorske nimfe. Život su većinom provodile u pjesmi i igri. Njihovi najomiljeniji pratioci bili su sileni, satiri i Panovi, a od bogova najviše Apolon i Hermes te boginja Artemida.

### Podjela
Najade se dijele na:
- Krineje (fontane)
- Limnade ili Limnatide (jezera)
- Pegeje (izvori)
- Potamide (rijeke)
- Elionome (močvare)

Pojedinačne Najade: Abarbarea, Egla, Anhinoa, Batija, Kalijadna, Kaliroa, Kilena, Kleoharija, Kreuza, Drozera, Ehenaida, Harpina, Larunda, Leta, Lilareja, Liriopa, Lotida, Melita, Memfida (Memfis), Menta, Nomija, Orseida, Peribeja, Pitana, Praksiteja, Salmakida, Stiks, Undina, Zeuksipa, zatim korkijske nimfe Korkija, Kleodora i Melena, potom Tesalide Dafna, Menipa, Orseida i Stilba te Kefiside Argiopa, Kastalija, Kleodora, Daulida, Lileja, Melena i Mideja.

### Dodiri s ljudima
Najade su bile često sklone ljudima, davši vlagu njihovim poljima i plodnost oranicama. Neke su Najade mineralnih izvora znale liječiti. Sudbine Najada razlikovale su se - neke su živjele na Olimpu, a neke su živjele sa smrtnim muževima, najčešće nesretno.
- Hipsej, lapitski kralj oženio se Hlidanopom, Najadom koja mu je rodila kćer Kirenu.

- Kad su se Aristejeve pčele utopile, konzultirao se s Najadama. Njegova ujna Aretuza pozvala ga je ispod vodene površine gdje je opran vodom iz vječnog izvora i gdje su ga savjetovale.

- Hil (Hilas), argonaut, izgubljen je kad su ga otele Najade fascinirane njegovom ljepotom.

- Teokrit opisuje da je pastir Dafnis ljubovao s Nomijom, Najadom. Katkad joj je bio nevjeran, a Nomija mu se osvetila oslijepivši ga.

## Vanjske poveznice
- Najade u klasičnoj literaturi i umjetnosti (engl.)